# 二铋化铯
二铋化铯是一种无机化合物，化学式为CsBi2，它可由铋和铯在650 °C反应，降温得到浅银色晶体，其晶体属立方晶系Fd3m空间群，具有Cu2Mg结构。有文献指出它对空气不敏感，对湿气略敏感，但也有文献提及它在空气中放置数分钟即分解并放热。